# Doberlug-Kirchhain
Doberlug-Kirchhain is een plaats in de Duitse deelstaat Brandenburg, gelegen in het Landkreis Elbe-Elster. De stad telt 8.686 inwoners.

## Geografie
Doberlug-Kirchhain heeft een oppervlakte van 119 km² en ligt in het oosten van Duitsland.
Indeling:
- Arenzhain
- Buchhain
- Dübrichen
- Frankena
- Hennersdorf
- Lugau
- Nexdorf
- Prießen
- Trebbus
- Werenzhain

## Kasteel

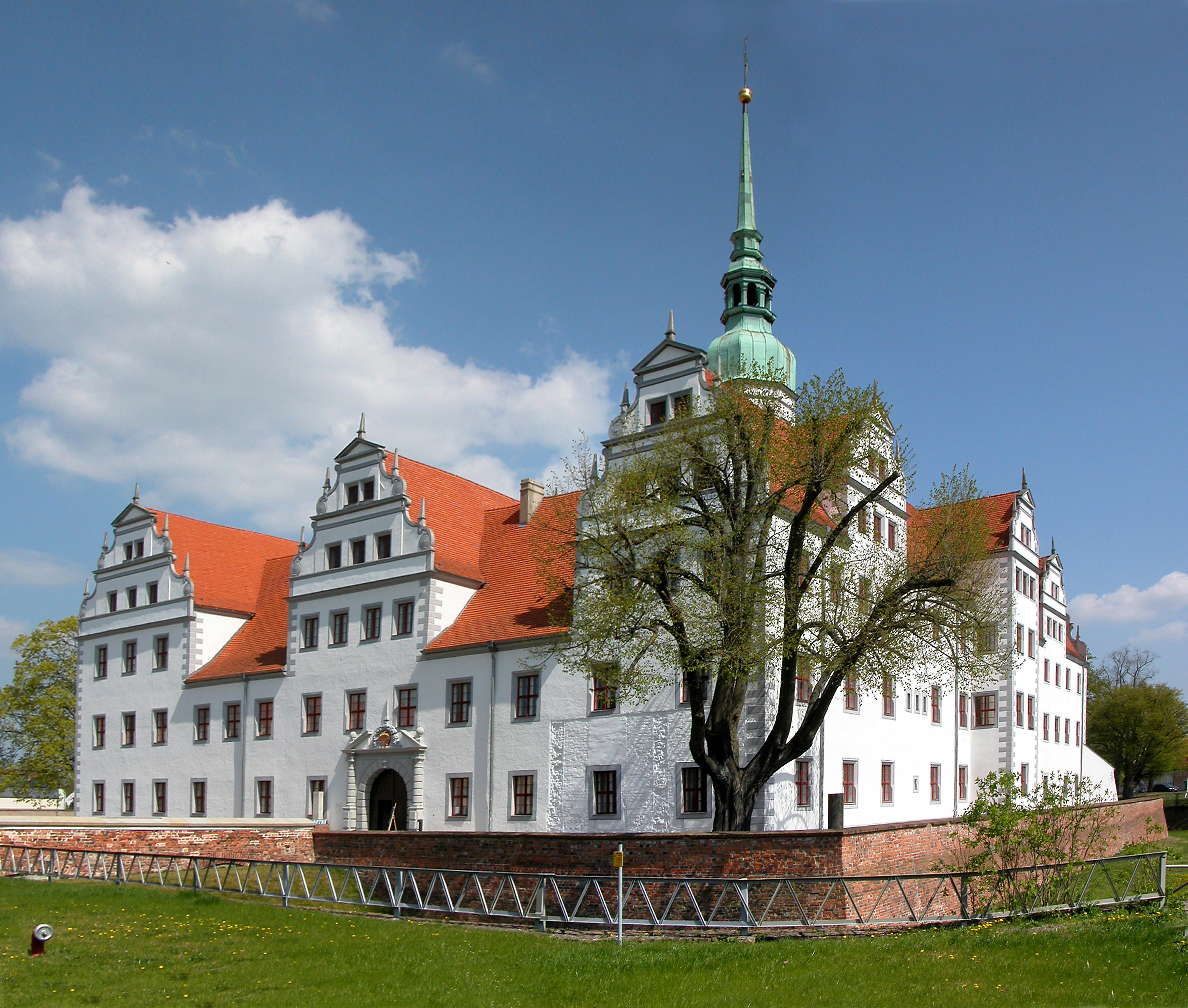
Kasteel Doberlug

Te Doberlug-Kirchhain staat Kasteel Doberlug. In de 12e eeuw werd hier een klooster gebouwd, dat in de 16e eeuw  na de Reformatie opgeheven werd. De kloostergebouwen werden in opdracht van de Saksische keurvorsten in de 16e en 17e eeuw, in twee etappes, tot residentie-kasteel verbouwd. Het kasteel is te bezichtigen. Er is o.a. een schouwburg en concertzaal, een zaal voor lezingen, een kunstmuseum, met steeds wisselende exposities, gevestigd, alsmede het bezoekerscentrum voor een groot, omliggend natuurgebied.